# Julius Caesar (film, 1911)
 (juillet 2025).
Pour les articles homonymes, voir Julius Caesar.
Pour plus de détails, voir Fiche technique et Distribution.
Julius Caesar (« Jules César ») est un film britannique réalisé par Frank R. Benson (en), sorti en 1911.
Ce film muet en noir et blanc est l'adaptation cinématographique de la pièce de théâtre Julius Caesar de Shakespeare, qui relate le complot fomenté par Brutus et certains sénateurs romains contre Jules César.

## Fiche technique
- Titre original : Julius Caesar
- Réalisation : Frank R. Benson (en)
- Scénario : Frank R. Benson
- Histoire : William Shakespeare, d'après sa pièce Julius Caesar (1599)
- Société de production : Co-operative Cinematograph
- Société de distribution : Co-operative Cinematograph
- Pays d'origine :  Royaume-Uni
- Langue : anglais
- Format : Noir et blanc – 1,33:1 – 35 mm – Muet
- Genre : drame historique
- Longueur de pellicule : 301,75 m (1 bobine)
- Année : 1911
- Dates de sortie :
  -  Royaume-Uni : mars 1911
- Autres titres connus :
  -  Italie : 23 pugnali per Cesare

## Distribution
- Frank R. Benson (en) : Mark Anthony
- Constance Benson : Portia
- Murray Carrington : Brutus
- Guy Rathbone : Julius Caesar
- Nora Lancaster : Calpurnia
- Eric Maxim : Cassius